# 味野町
味野町（あじのちょう）は、かつて岡山県児島郡にあった町である。1948年（昭和23年）4月1日にほか3町村と合併し児島市となった。現在は倉敷市児島地域の味野地区にあたる。ここでは、町制施行前の名称である味野村（あじのそん）についても述べる。

## 沿革
- 1889年（明治22年）6月1日 - 町村制の施行により、近世以来の児島郡味野村が単独で自治体を形成。役場を字橋本に置く[2]。
- 1900年（明治33年）4月1日 - 児島郡役所を味野村に設置。
- 1906年（明治39年）3月28日 - 味野村が町制施行して味野町（初代）となる。
- 1913年（大正2年）11月11日 - 下津井軽便鉄道が開通し、味野町駅が置かれる。
- 1941年（昭和16年）2月11日 - 味野町（初代）と赤崎町が合併し、新たに味野町（2代）を発足。旧赤崎町の大字である赤崎・菰池に、新たに味野を起立し3大字を編成[3]。
- 1948年（昭和23年）4月1日 - 味野町が児島町・下津井町・本荘村と合併して児島市（初代）が発足。同日味野町廃止。